# Elwin Kloosterman
Elwin Kloosterman (Winsum, 1 februari 1986) is een Nederlands voetballer. Hij speelde als middenvelder bij BV Veendam.

## Statistieken
| Seizoen | Club       | Competitie     | Wedstrijden | Doelpunten |
| ------- | ---------- | -------------- | ----------- | ---------- |
| 2006/07 | BV Veendam | Eerste Divisie | 8           | 0          |
| 2007/08 | BV Veendam | Eerste Divisie | 5           | 0          |
| 2008/09 | BV Veendam | Eerste Divisie | 5           | 0          |